# 草刈らら
草刈 らら（くさかり らら、1981年11月7日 - ）は、日本の元AV女優。

## 略歴
静岡県出身。2000年、『好きです 乳の日』でAVデビュー。

## 出演作品
- 好きです 乳の日（2000年8月18日、KUKI）
- 教えてあげる（2000年9月28日、KUKI）
- 南極2号（2000年10月28日、KUKI）
- 原点（2000年12月20日、KUKI）
- 癒して濡れる（2001年2月20日、KUKI）

## 雑誌
- オレンジ通信 2000年10月号、11月号、12月号
- THE トップビデオ 2001年05月号